# Préfecture des Landes
La préfecture des Landes ou hôtel de préfecture des Landes est un bâtiment administratif situé à Mont-de-Marsan, chef-lieu du département français des Landes. Il héberge le préfet des Landes et les services de préfecture. Il est inscrit aux monuments historiques le 29 octobre 1975.

## Présentation
L'hôtel de préfecture est situé au 24 rue Victor-Hugo, face à l'hôtel Planté, siège du Conseil départemental des Landes.

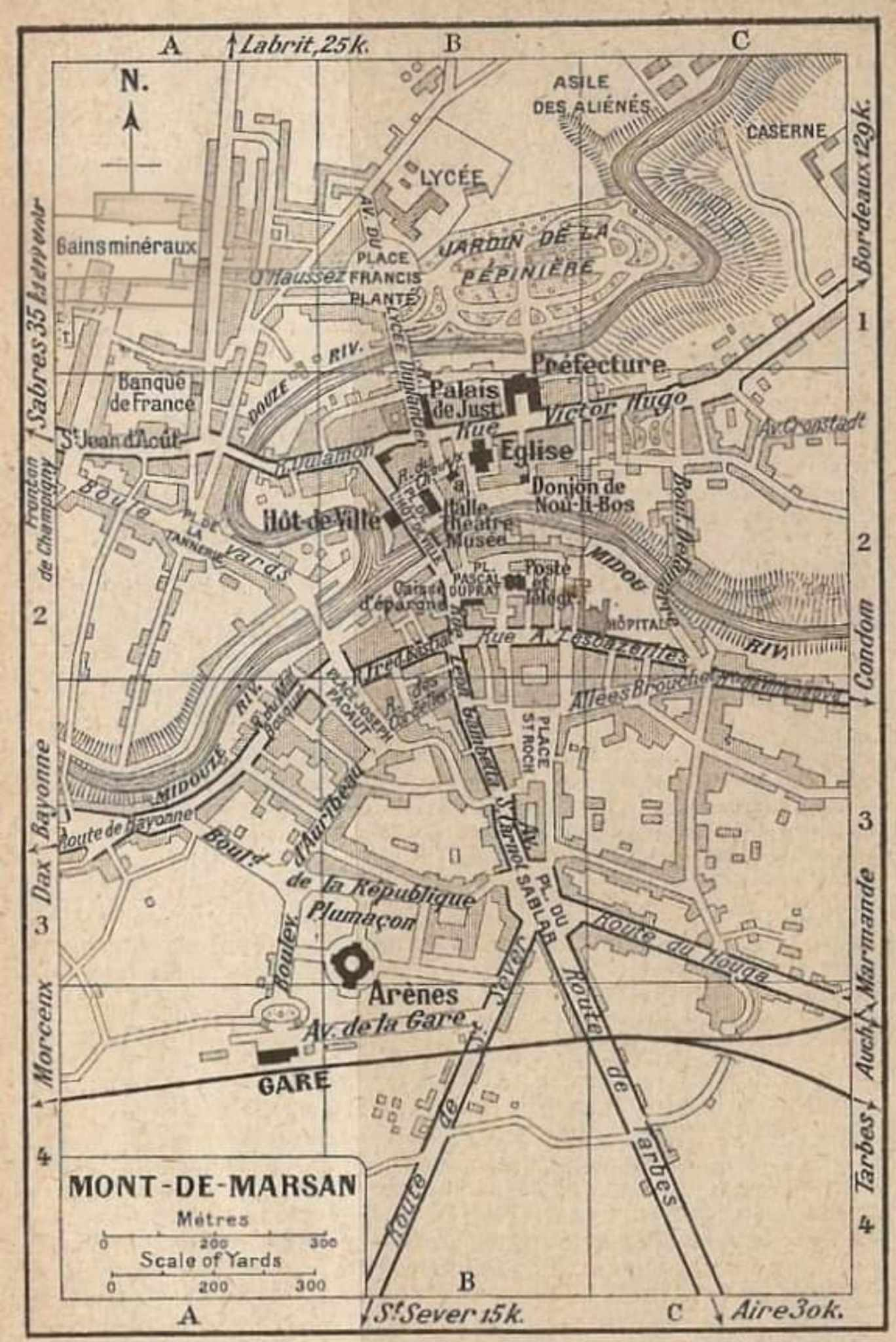
Situation de la préfecture des Landes, sur un plan ancien.

### Origines
Un décret de l'Assemblée Constituante en date du 15 février 1790 fait de Mont-de-Marsan le chef-lieu du département des Landes, au détriment de Dax et Tartas. La fonction de préfet est créée en France le 17 février 1800.
Le 2 mars 1800, le premier préfet des Landes, Alexandre Méchin, prend ses fonctions. Il loge dans l'hôtel d'Artigues, , loué pour l'occasion par la municipalité mais qui se révèle au fil du temps inadapté. La création d'un bâtiment administratif ad hoc, destiné à accueillir le préfet et ses services, est liée à l'action de Jean-Marie Valentin-Duplantier, nommé préfet des Landes le 9 juillet 1802. Ce dernier arrive à convaincre Napoléon Ier de la nécessité de bâtir de nouveaux édifices administratifs, lors de la visite de l'empereur les 13 et 14 avril 1808. Napoléon est invité à l'occasion de cette venue par Jean-Baptiste Papin à séjourner dans son Hôtel Papin et il s'y trouve mal logé. Comme il envisage de faire de Mont-de-Marsan une étape pour lui et sa famille une fois la guerre d’Espagne remportée comme il le pense alors, il signe à Bayonne le décret impérial du 12 juillet qui stipule :
« L'hôtel de la préfecture du département des Landes, les bureaux et les archives seront transférés dans les bâtiments et dépendances du ci-devant couvent de Sainte-Claire, à Mont-de-Marsan. Il y sera fait les constructions et dispositions nécessaires ».
Le cadastre napoléonien de 1811 signale l'« emplacement de la nouvelle préfecture ».

### Construction
David-François Panay et Augustin Arthaud sont les architectes du projet. Sa conception s'échelonne de 1808 à 1810, et la première pierre est posée le 29 septembre 1810 par le baron d'Empire Jean-Marie Valentin-Duplantier. Les travaux s'achèvent en 1818, date à laquelle s'installe le baron d'Haussez, premier préfet à occuper les lieux, ainsi que le premier service des Archives départementales des Landes. L'ancien couvent des Clarisses, bâti en 1691, sert donc de fondation au nouveau bâtiment, qui adopte le style néoclassique en vogue sous le Premier Empire. La façade est parée d'un portique à quatre colonnes ioniques, les deux ailes sont quant à elles dotées de portes en bronze, décorées de pommes de pin localement appelées pignes.
Une passerelle en fer est édifiée en 1844 pour relier la préfecture, située sur la rive gauche de la Douze, à ses jardins qui étaient de l'autre côté, dans le parc de la Pépinière départementale, le futur parc Jean Rameau. Les culées en maçonnerie de la passerelle proviennent des pierres de l'ancien pont de la May de Diù, retrouvés dans le lit de la Douze. La rue Maubec, qui longeait le deuxième couvent des Clarisse par le nord, est écourtée et bifurque le long de l'aile ouest de l'hôtel de préfecture en direction de la rue Victor Hugo. Elle est inscrite au titre des monuments historiques par arrêté du 6 août 2013.
La préfecture n'a pas subi de modifications majeures depuis sa création, hormis des changements de décoration intérieure au cours du Second Empire. Les services se sont quant à eux étendus à la Maison Duperron, acquise en 1905. Quand le téléphone est installé à Mont-de-Marsan en 1910, c'est à la préfecture qu'il sonne pour la première fois. Avant l'installation du Conseil général des Landes dans l'hôtel Planté le 6 décembre 1975, ses séances se tenaient dans la salle Duplantier de la Préfecture des Landes.

## Invités
La duchesse de Berry, en route pour prendre les eaux et séjourner dans les Pyrénées, s’arrêta à Mont-de-Marsan en août 1828. Un bal et un dîner sont offerts à la préfecture en son honneur. Se rendant en Espagne, le 6 octobre 1913, Raymond Poincaré est reçu à Mont-de-Marsan. A cette occasion, il est accompagné de Louis Barthou, président du Conseil, et de Stephen Pichon, ministre des affaires étrangères.
Lors de sa venue à Mont-de-Marsan le 3 juillet 1945 pour inspecter en personne le centre d'instruction du 2ème Bataillon d'Extrême-Orient à la caserne Bosquet, avant de partir pour l'Indochine française, le  Général Leclerc défile à pied de la préfecture des Landes à l'hôtel de ville d'alors sous les acclamations de la foule.

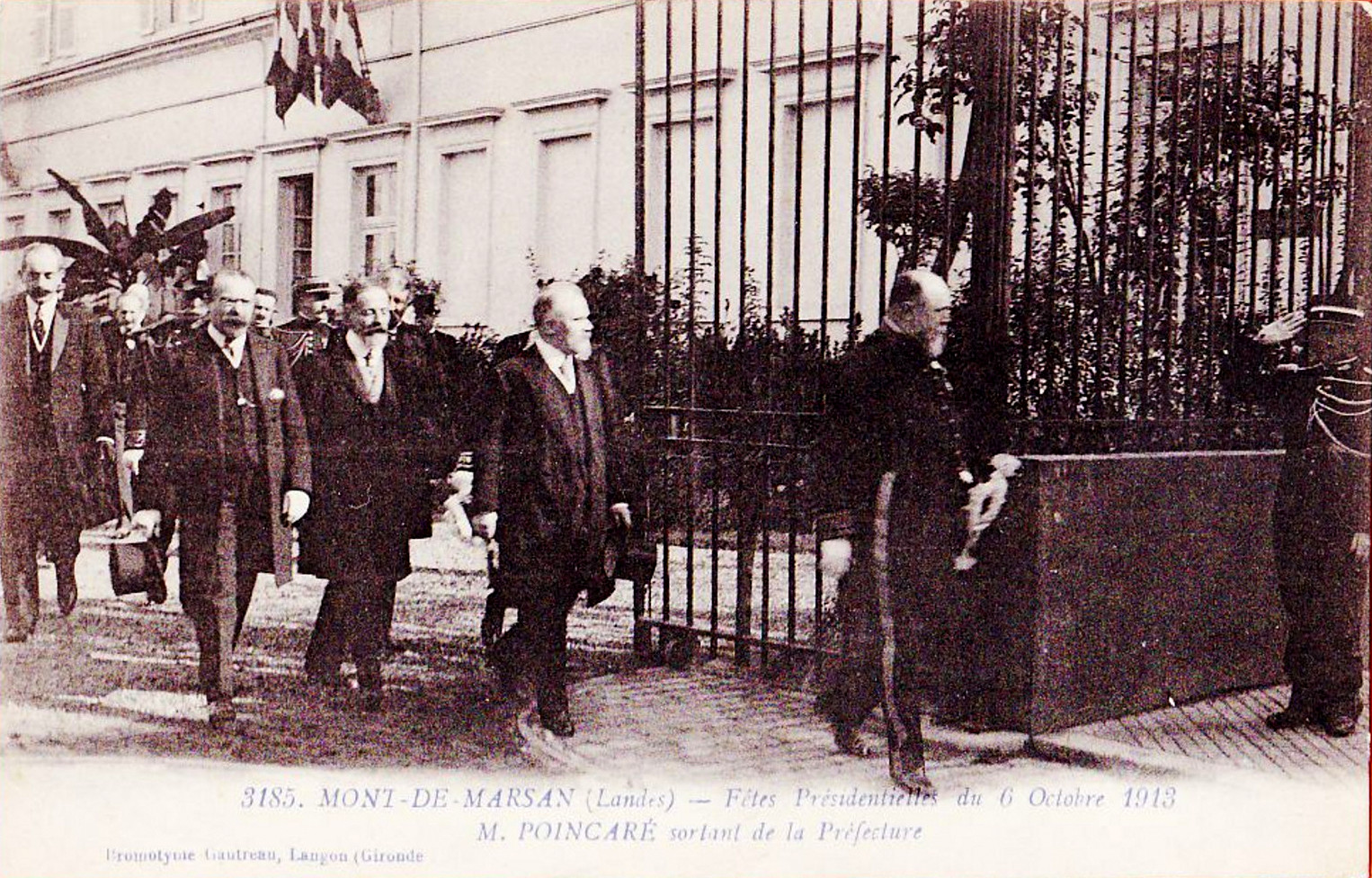
Raymond Poincaré quittant la préfecture des Landes lors des fêtes présidentielles du 6 octobre 1913.
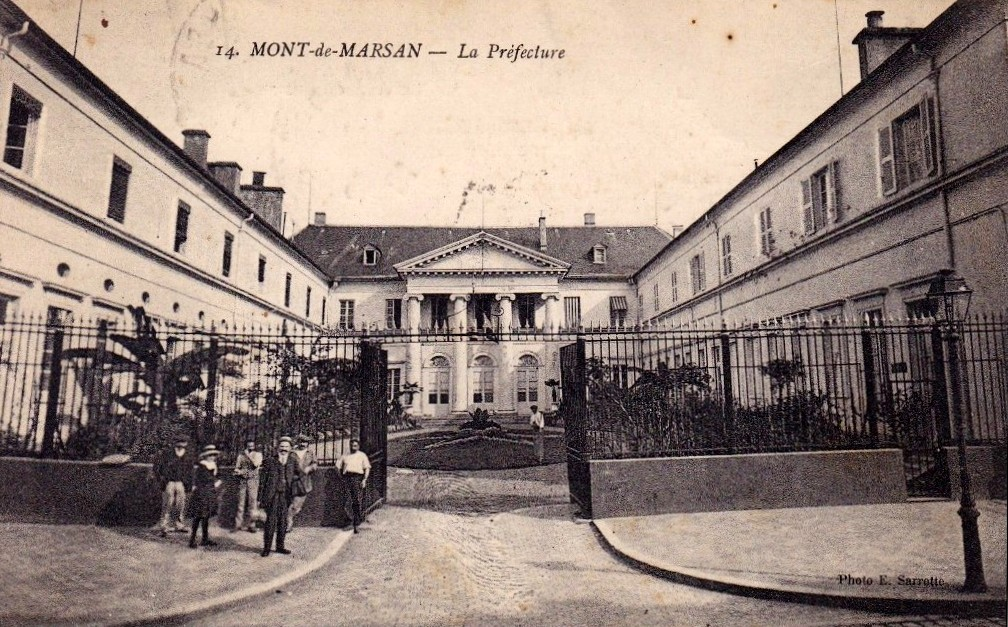
Préfecture des landes vers le début du XXe siècle